# Trathala recurvariae
Trathala recurvariae är en stekelart som beskrevs av Dasch 1979. Trathala recurvariae ingår i släktet Trathala och familjen brokparasitsteklar. Inga underarter finns listade i Catalogue of Life.